# Leuvehaven
Le Leuvehaven est un bassin portuaire du port de Rotterdam, situé à proximité du centre-ville de Rotterdam et du pont Erasmus. Il abrite le musée maritime de Rotterdam. Leuvehaven est aussi le nom de la rue qui borde le port, sur son côté ouest, et de la station de métro qui dessert le quartier.

## Géographie

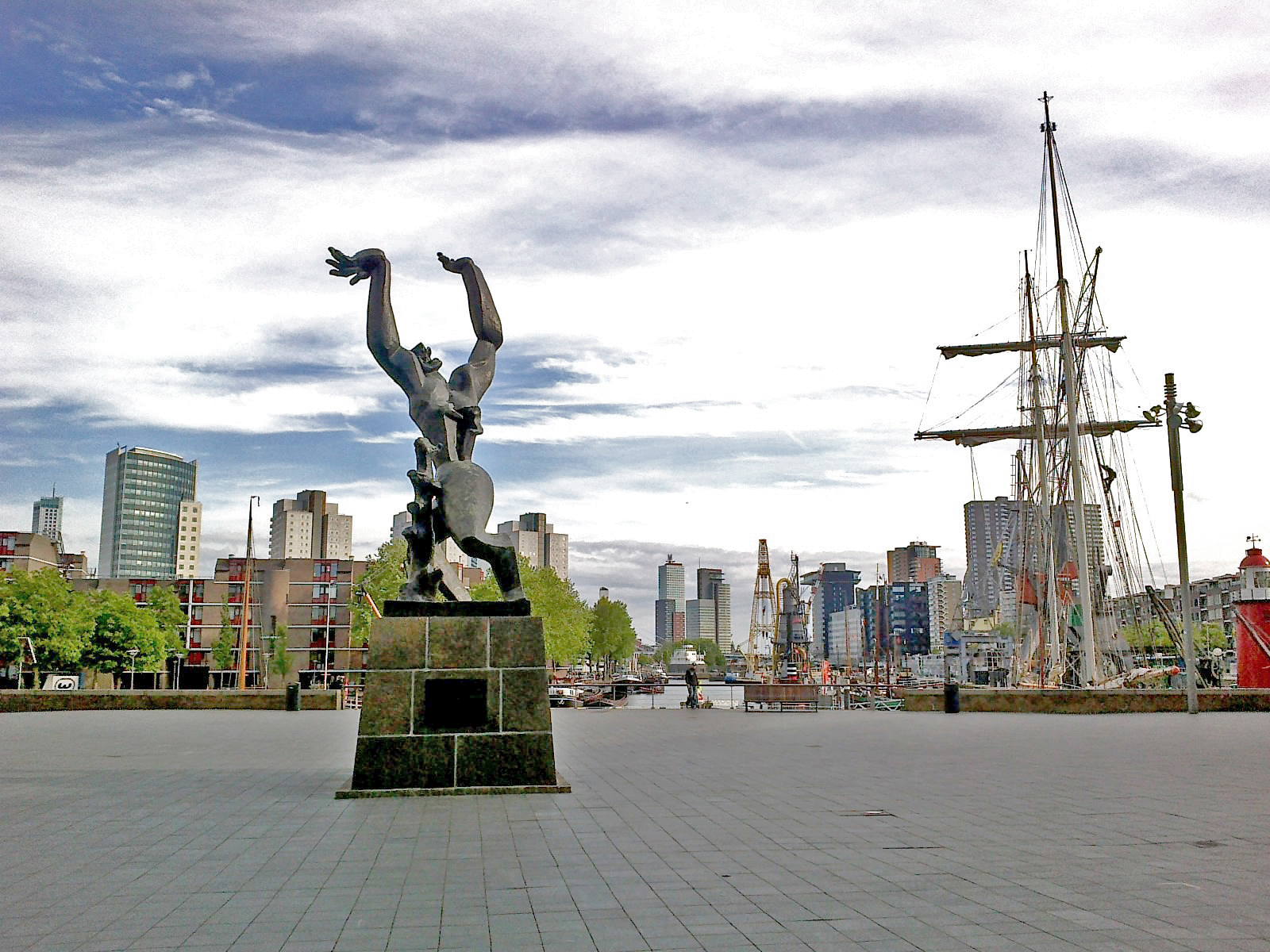
Le quartier de Leuvehaven

Le port de Leuvehaven se trouve dans l'arrondissement de Rotterdam-Centre, dans le quartier Stadsdriehoek (triangle de la ville).

## Histoire

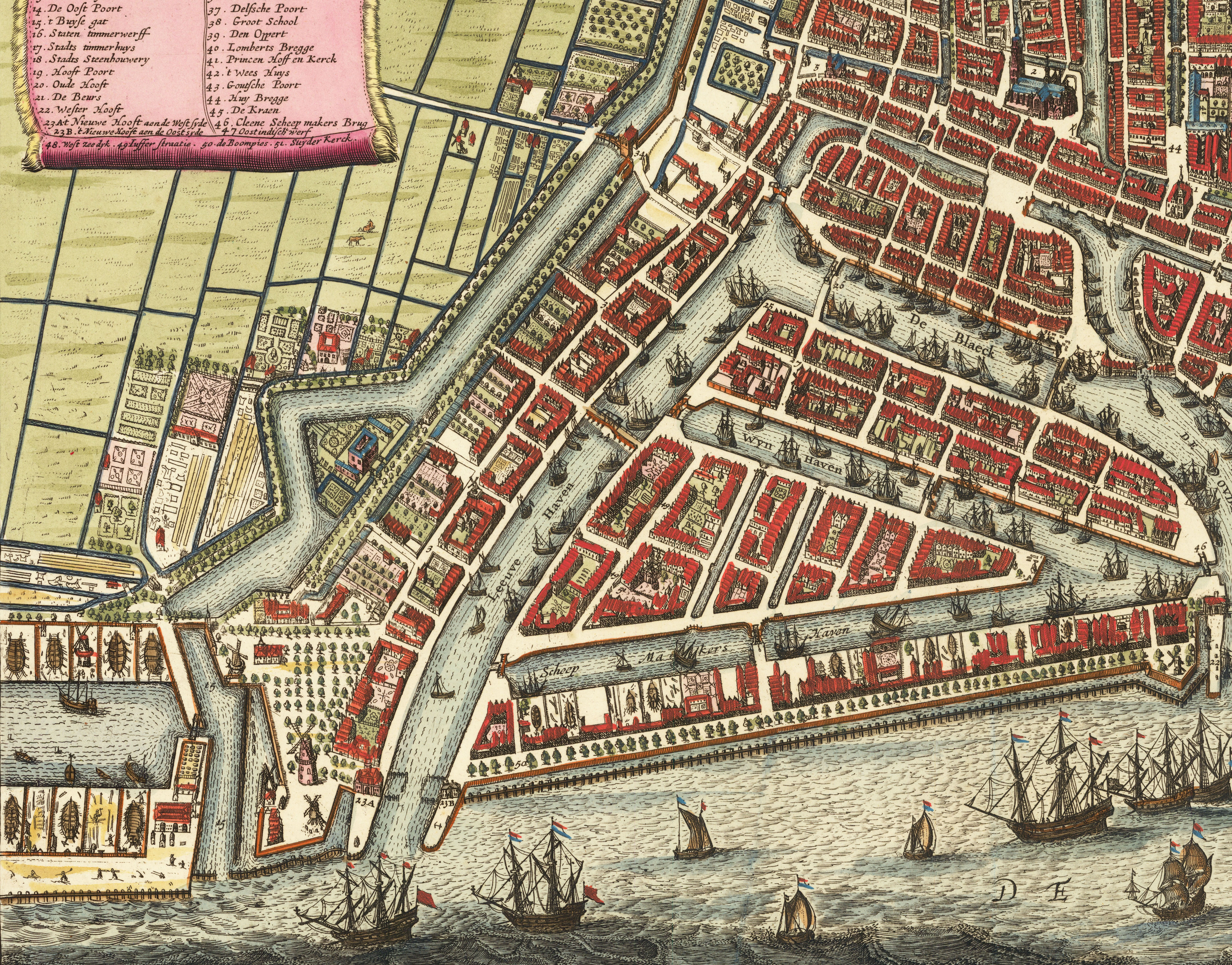
Carte de Leuvehaven, 1690

Le port trouve son origine à l'embouchure d'une rivière peu profonde, sur laquelle seuls de petits bateaux à fond plat pouvaient naviguer. En 1594, les États de Hollande et de Frise-Occidentale donnent leur accord pour un prolongement de la rivière jusqu'à la Meuse. Pour cela, le cours de la rivière devait être plus profond et plus droit. Les travaux de dragage ont commencé en 1598, puis des quais ont été construits. Un pont levant est mis en service le 20 mai 1609.
Les travaux effectués permettent, après 1609, aux grands navires d'accéder au port, notamment aux « Indiamen », navires affrétés par la Compagnie néerlandaise des Indes orientales. Des embarcations de taille plus réduite permettent l'approvisionnement des entreprises établies sur le port. La construction du nouveau pont, en 1849, rend impossible l'accès des grands navires au port. Celui-ci sert de port aux remorqueurs. De nombreuses brasseries s'installent dans le port, dont la dernière a disparu au début du XXe siècle. Un important marché aux poissons s'y déroule, durant trois siècles. Johannes van Nelle, négociant néerlandais de thé, de café et de cigarettes, y établit une fabrique à la fin du XVIIIe siècle et de nombreux avocats d'affaires et notaires y ont leurs bureaux.

Un quartier marchand et industriel
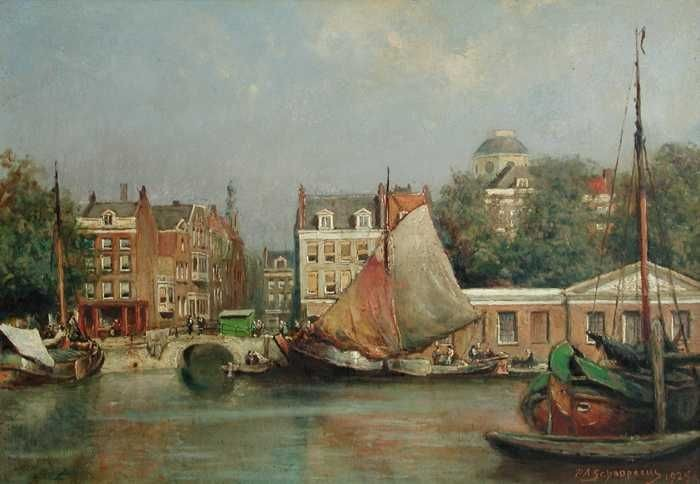
L'ancien marché aux poissons, 1925.
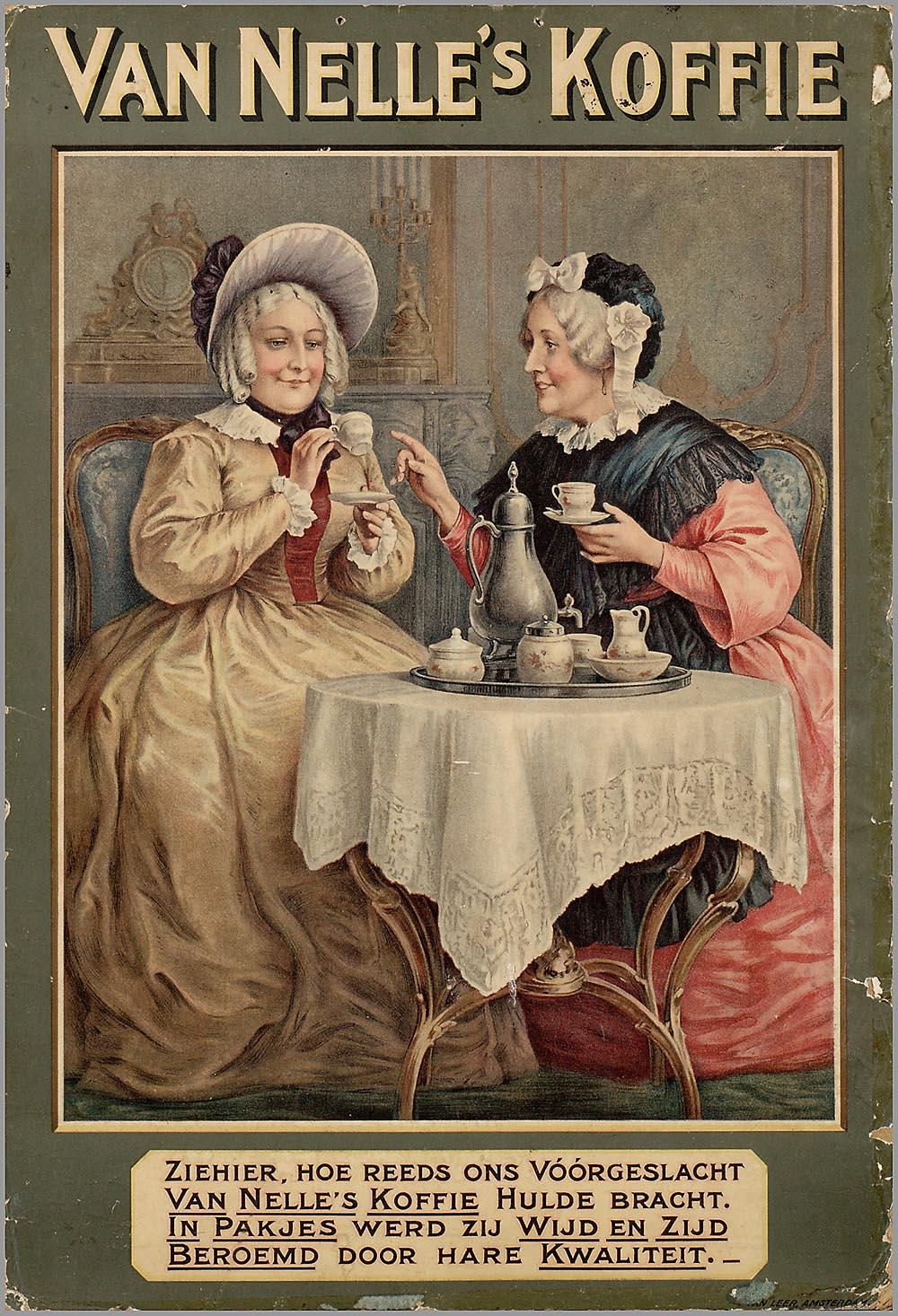
Le négociant de chocolat Van Nelle y a sa fabrique
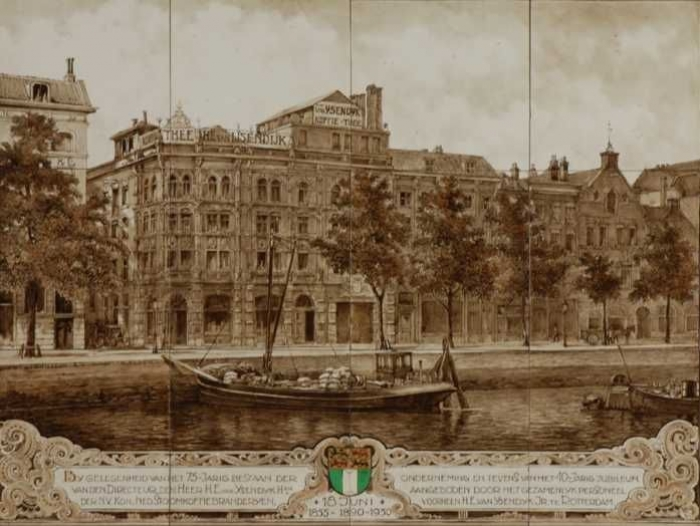
Bâtiment du négociant de café et thé IJsendijk
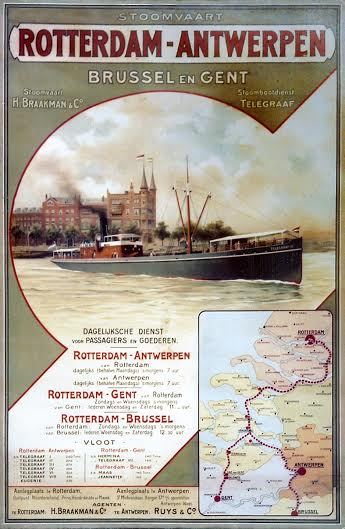
Compagnie maritime H. Braakman & Co (1907)

Le Port avant 1940
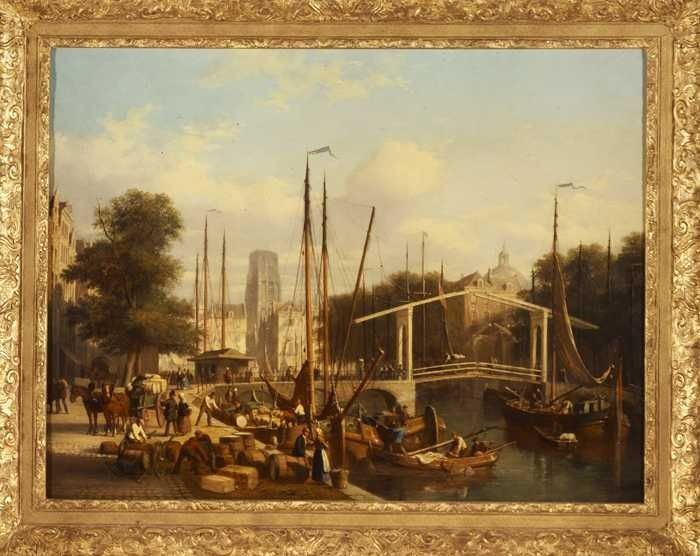
Vue sur le Leuvehaven entre 1863 et 1870
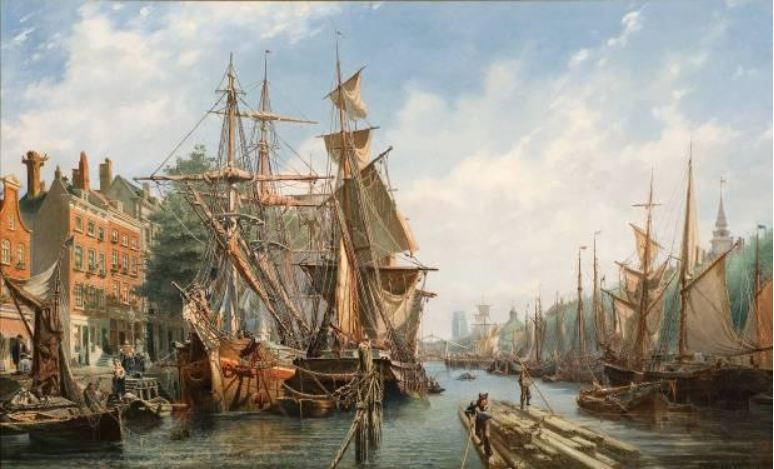
Huile de Petrus Van der Velden 1867.
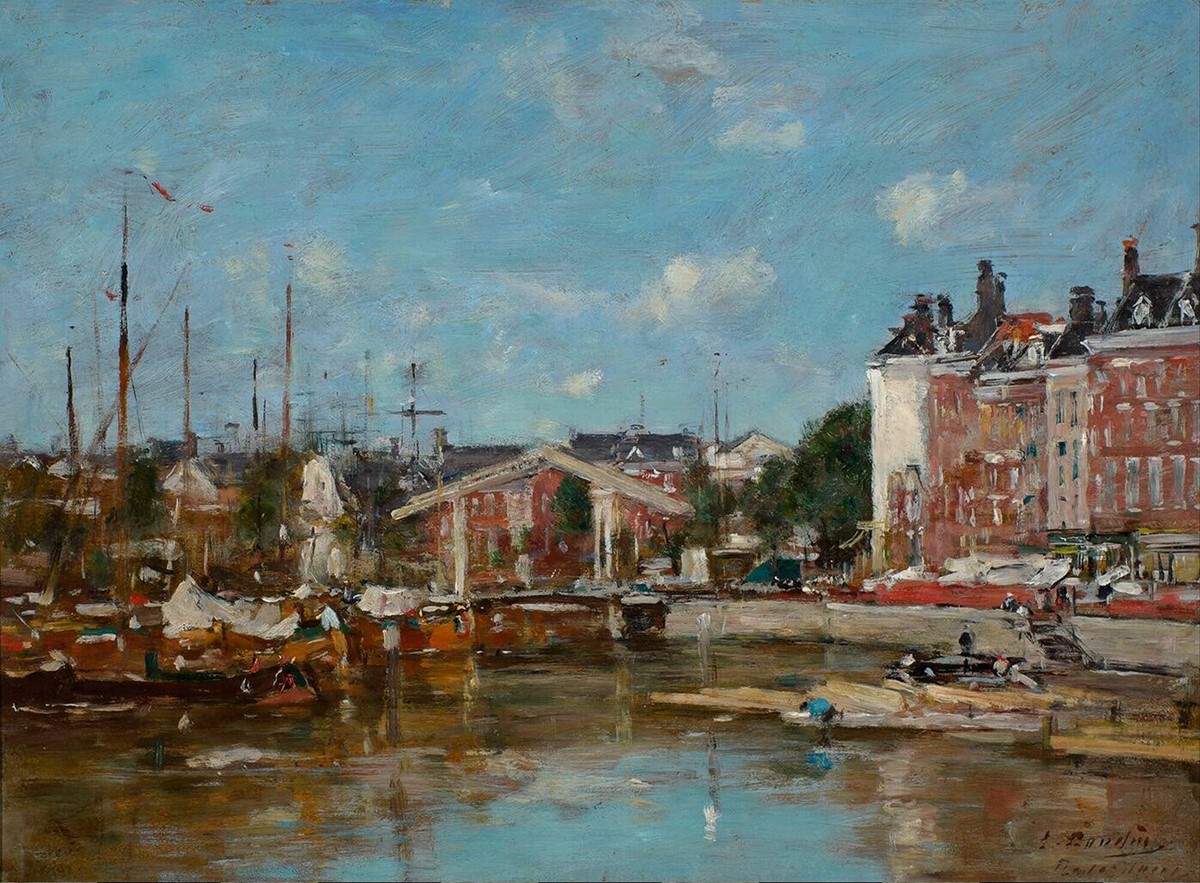
Vue sur le port de Leuvehaven à Rotterdam Eugène Boudin, 1876 Musée Boijmans Van Beuningen, Rotterdam
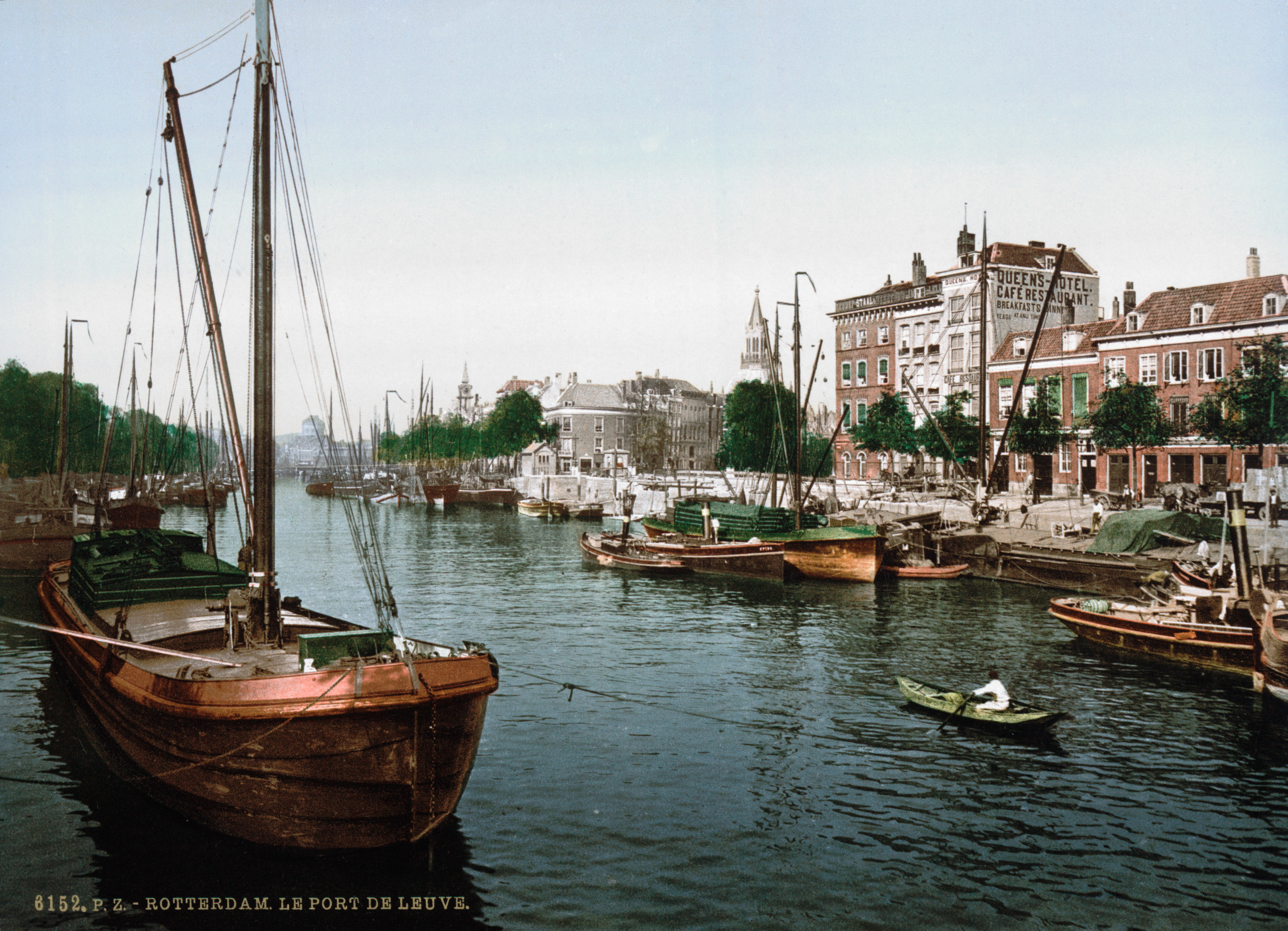
Le Bassin en 1900
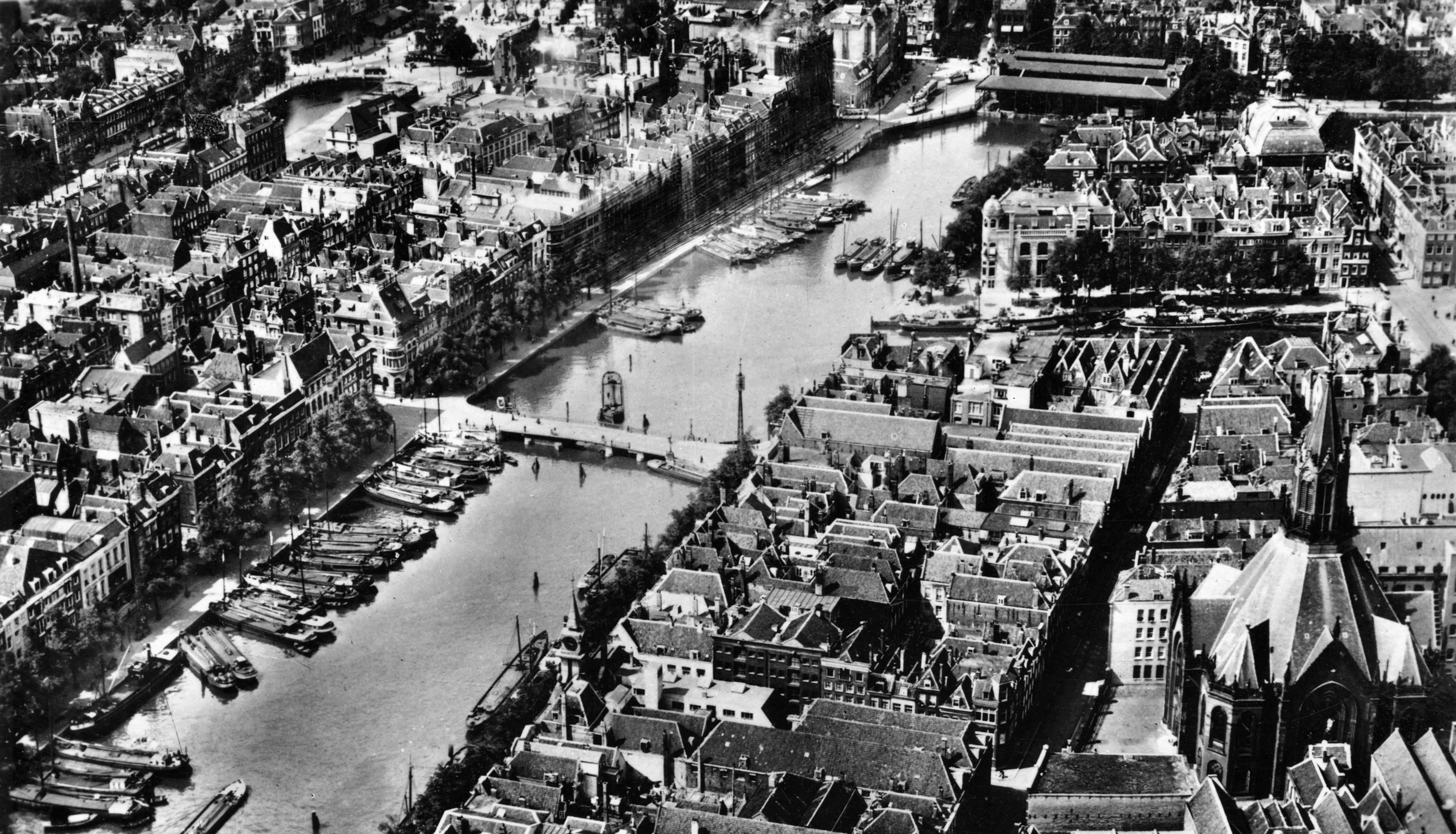
Le Port en 1925

Lors du bombardement de Rotterdam, le 14 mai 1940, le quartier est presque entièrement détruit. Les plans pour la reconstruction ont été faits après la guerre. Plusieurs compagnies maritimes y ont des terminaux.

## Art et culture

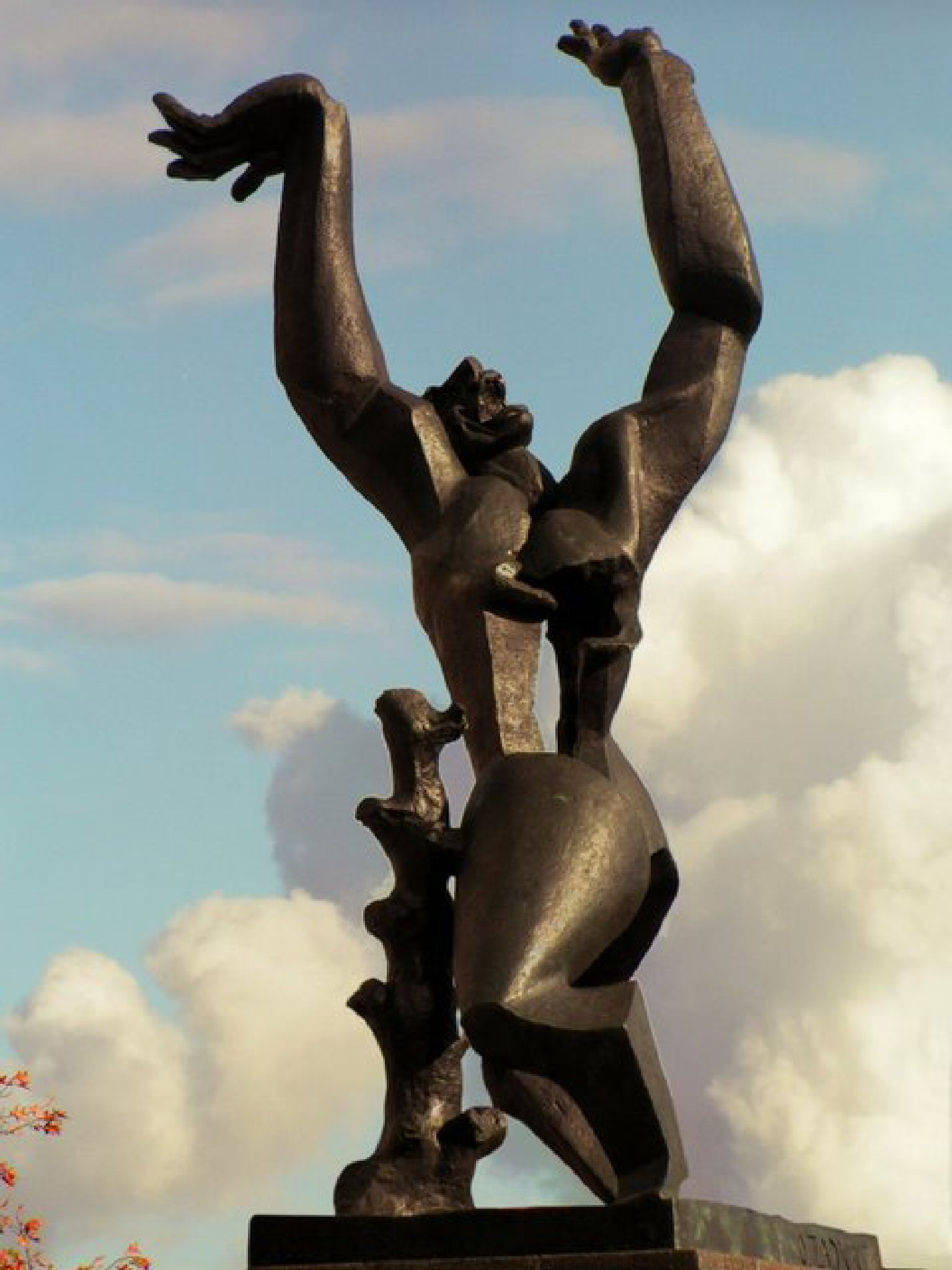
Pour une cité dévastée, Zadkine (1953).

Le musée maritime est situé sur Leuvehaven. Ce musée présente le port de Rotterdam, son influence sur la vie quotidienne des habitants, ainsi que la vie maritime et son histoire.
Il a fusionné avec l'ancien musée portuaire en 2014 et expose en plein air navires, grues et machines associées aux activités portuaires. Le public peut se promener librement le long de ce musée et monter sur les bateaux. Les navires sont également exposées dans les autres ports intérieurs de la ville, au Oude Haven (le Vieux-Port), Wijnhaven, Delfshaven et Haringvliet.
À côté du musée se dresse la statue de bronze d'Ossip Zadkine, De Verwoeste Stad (« Pour une cité dévastée » ou « La Ville détruite »). La statue représente une figure humaine sans cœur, symbolisant le cœur de la ville détruit par le bombardement de l'armée nazie en mai 1940,.

## Transports
Situé en centre ville, le quartier est accessible par le métro aux stations Beur et Leuvehaven), et des lignes de bus et de trams.
Le quartier est également accessible par le taxi fluvial aux couleurs noires et jaunes, qui dessert l'hôtel New York situé sur la pointe sud (Kop van Zuid) sur l'autre rive de la Nouvelle Meuse,.

## Galerie

Le port actuel
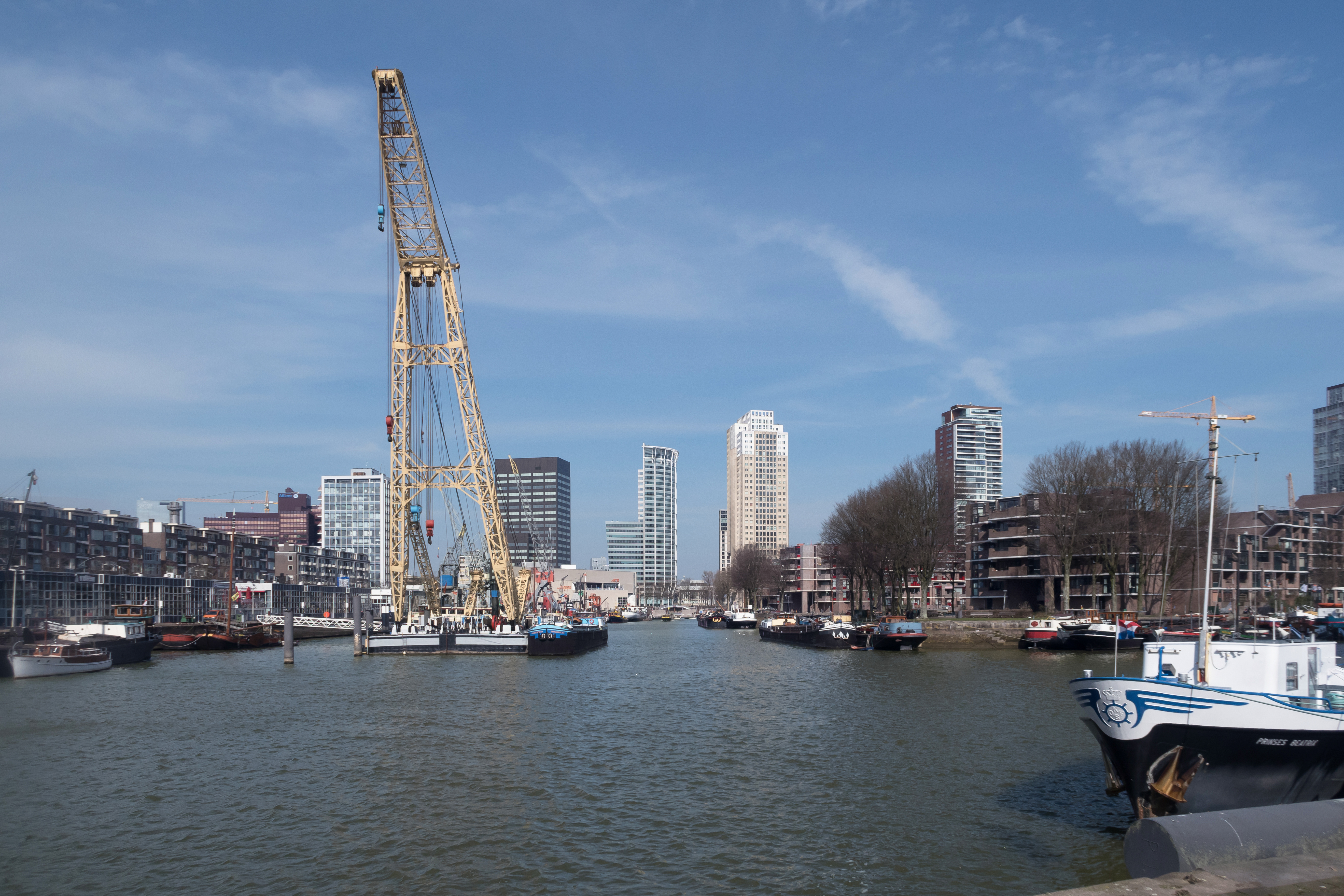
Vue depuis Terwenakker
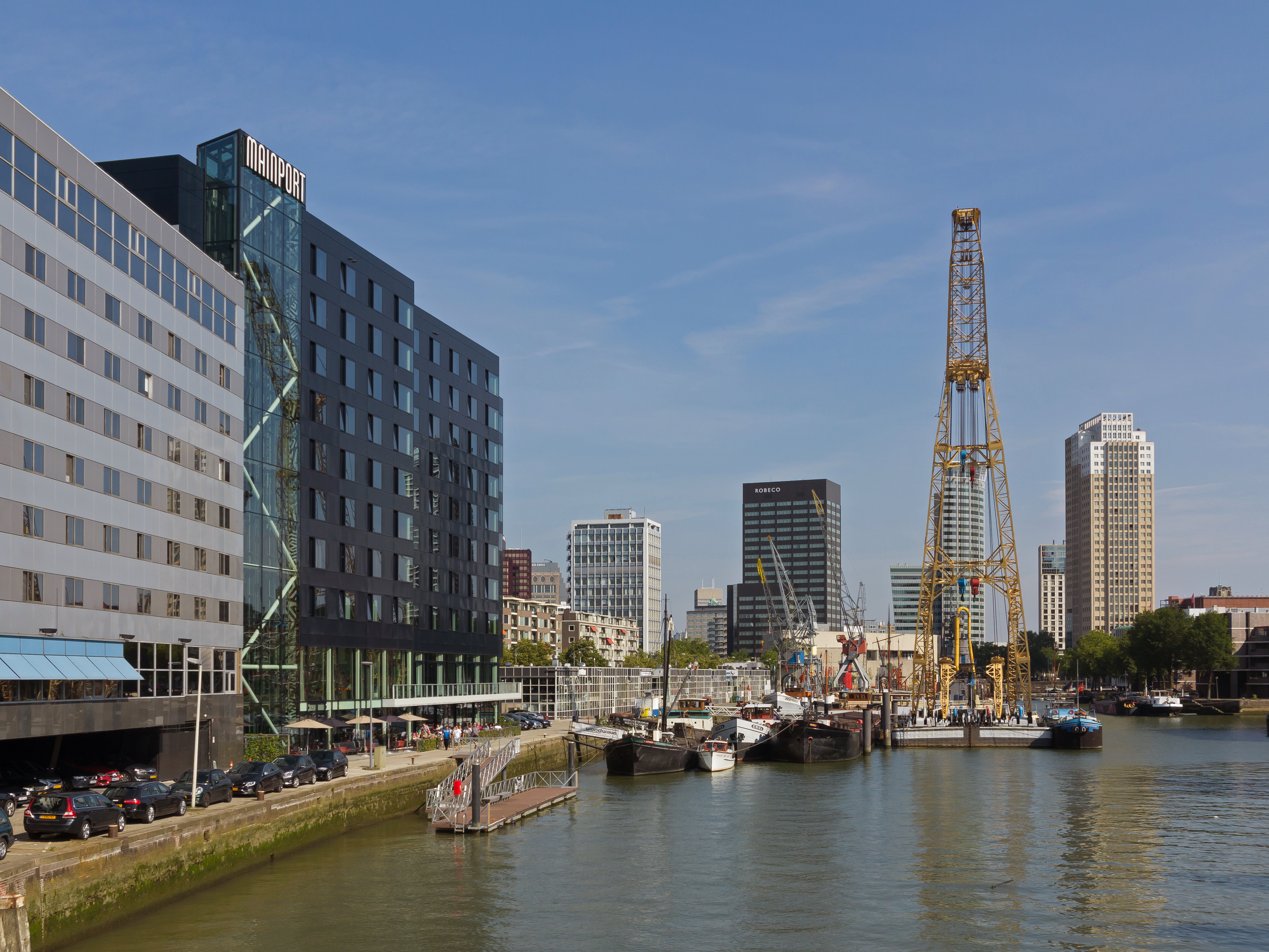
Vue depuis le Nieuwe Leuvebrug
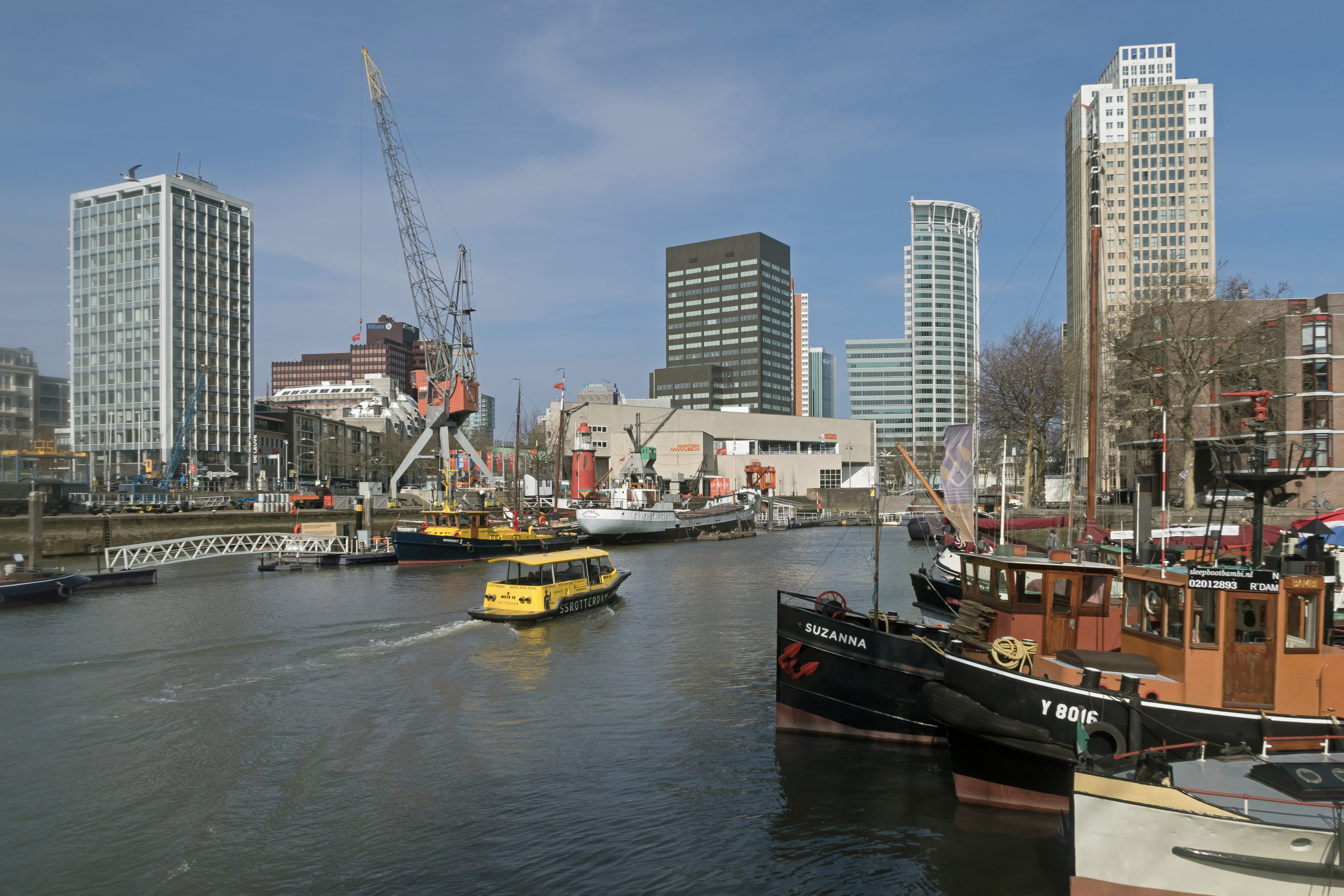
Vue depuis le Jufferkade
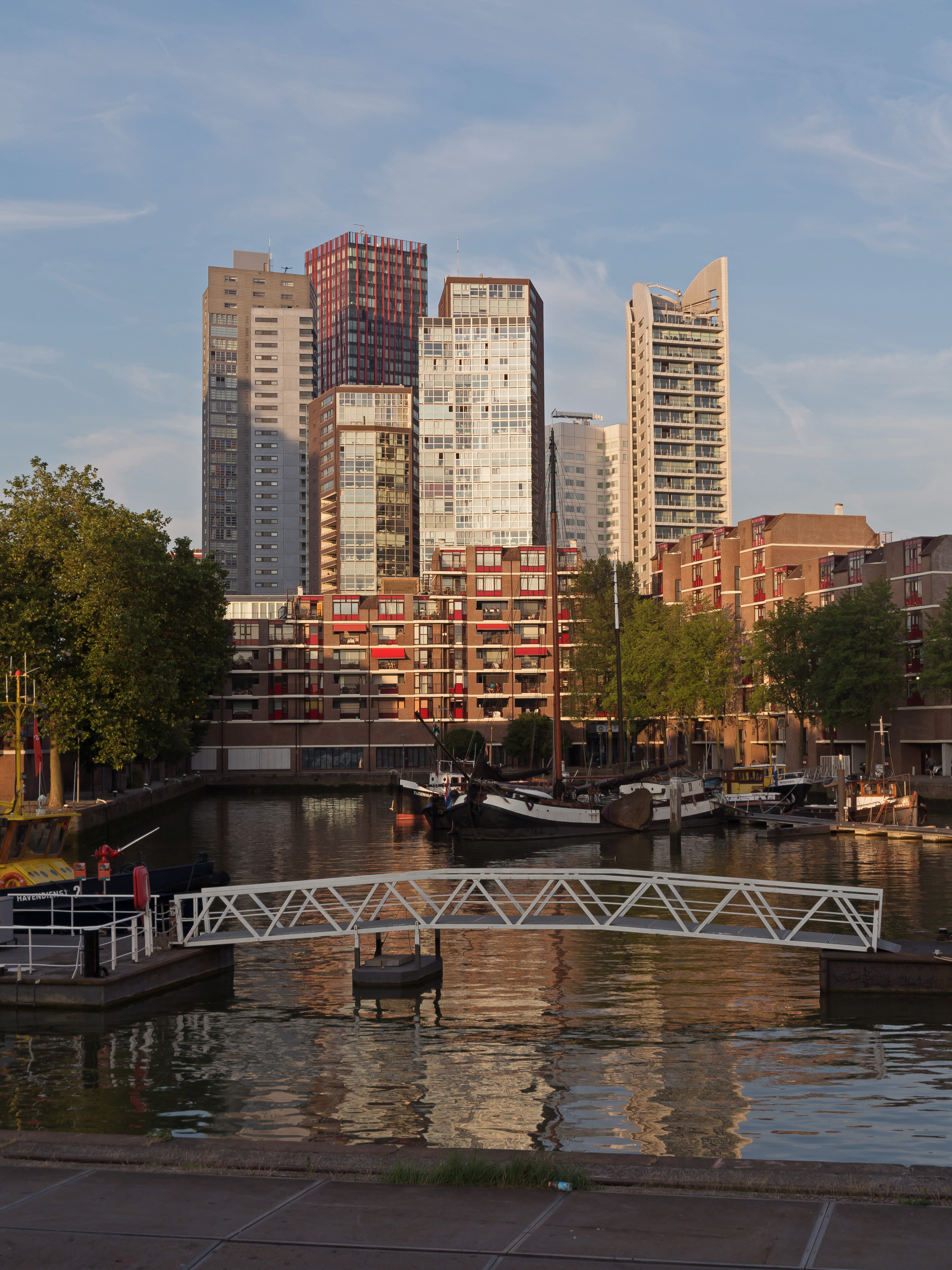
Loopbrug
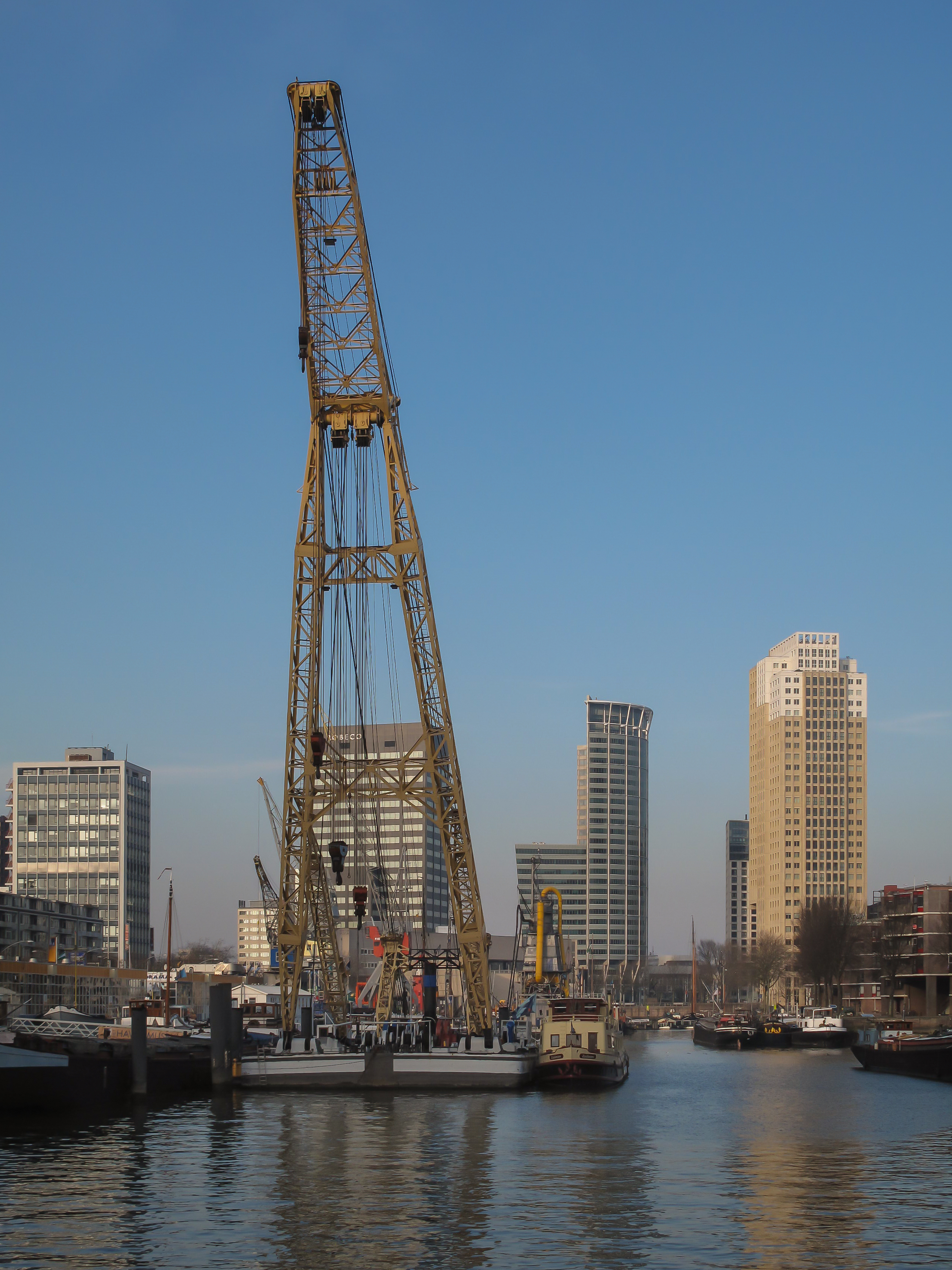
En 2010